# Ellina Zvereva
Ellina Aleksandrovna Zvereva (Wit-Russisch: Эліна Аляксандраўна Зверава; Russisch: Эллина Александровна Зверева) (Dolgoprudny, 16 november 1960), is een Wit-Russische discuswerpster. Ze werd olympisch kampioene, tweemaal wereldkampioene en meervoudig nationaal kampioene in deze discipline. Tot 1993 kwam ze op internationale wedstrijden uit voor de Sovjet-Unie, hierna vertegenwoordigde ze Wit-Rusland. Ze nam vijfmaal deel aan de Olympische Spelen en won hierbij twee medailles (goud en brons).

## Biografie

### Wereldkampioene na schorsing
Sinds 1979 doet Zvereva aan discuswerpen. Bij haar olympische debuut op de Spelen van 1988 in Seoel werd ze vijfde. Wegens een dopingschorsing (steroïde) kon ze niet meedoen aan de Olympische Spelen van 1992 in Barcelona. In 1993 keerde ze terug in de atletiek en in 1995 werd ze wereldkampioene op haar specialiteit tijdens de wereldkampioenschappen in Göteborg.
Op de Olympische Spelen van 1996 in Atlanta won Ellina Zvereva een bronzen medaille. Het jaar erop werd ze tweede op de WK van 1997 in Athene. Met een afstand van 65,90 m eindigde ze achter de Nieuw-Zeelandse Beatrice Faumuina (goud; 66,82) en voor de Russische Natalja Sadova (brons; 65,14).

### Olympische kampioene
Het grootste succes van haar atletiekcarrière boekte Zvereva in 2000. Toen won ze op de Olympische Spelen van 2000 in Seoel als oudste atlete ooit (bijna 40) een gouden medaille. "Ik voel me niet zo oud als ik ben. Dit is mijn werk en ik vind het leuk om te doen. [...] Mijn doel was bij de eerste drie te eindigen, maar de andere meisjes deden niet genoeg hun best." Na deze overwinning volgde wederom een tweede plaats op de WK van 2001 in het Canadese Edmonton. Dit werd echter opgewaardeerd naar goud, nadat de oorspronkelijke Russische winnares Natalja Sadova (68,57) werd gediskwalificeerd wegens een te hoge cafeïnewaarde.
Op de Olympische Spelen in 2008 was Zvereva, inmiddels bijna 48 jaar oud, er voor de vijfde maal bij en werd zij op haar specialiteit zowaar nog zesde met 60,82.
Ellina Zvereva is aangesloten bij Dynamo Minsk in Minsk.

## Titels
- Olympisch kampioene discuswerpen - 2000
- Wereldkampioene discuswerpen - 1995, 2001
- Wit-Russisch kampioene discuswerpen - 1993, 1999, 2005, 2006
- Sovjet-Russisch kampioene discuswerpen - 1986, 1992

## Persoonlijk record
| Onderdeel    | Prestatie           | Datum        | Plaats    |
| ------------ | ------------------- | ------------ | --------- |
| discuswerpen | 71,58 m (nat. rec.) | 12 juni 1988 | Leningrad |

## Prestaties
| Jaar | Wedstrijd            | Plaats     | Resultaat | Extra   |
| ---- | -------------------- | ---------- | --------- | ------- |
| 1988 | OS                   | Seoel      | 5e        | 68,94 m |
| 1990 | EK                   | Split      | 6e        | 63,88 m |
| 1991 | WK                   | Tokio      | 9e        | 63,22 m |
| 1993 | Europacup B          | Brussel    | 1e        | 66,32 m |
| 1994 | EK                   | Helsinki   | 2e        | 64,46 m |
|      | Europacup            | Birmingham | 3e        | 62,92 m |
|      | Wereldbeker          | Londen     | 2e        | 63,86 m |
|      | Grand Prix Finale    | Parijs     | 3e        | 63,96 m |
| 1995 | WK                   | Göteborg   | 1e        | 68,64 m |
| 1996 | OS                   | Atlanta    | 3e        | 65,64 m |
|      | Grand Prix Finale    | Milaan     | 2e        | 64,66 m |
| 1997 | WK                   | Athene     | 2e        | 65,90 m |
| 1999 | WK                   | Sevilla    | 10e       | 62,75 m |
| 2000 | OS                   | Sydney     | 1e        | 68,40 m |
|      | Europacup B          | Bydgoszcz  | 1e        | 64,94 m |
|      | Grand Prix Finale    | Doha       | 2e        | 63,96 m |
| 2001 | Goodwill Games       | Brisbane   | 1e        | 66,36 m |
|      | WK                   | Edmonton   | 1e        | 67,10 m |
| 2002 | Grand Prix Finale    | Parijs     | 3e        | 63,28 m |
| 2006 | Wintercup            | Tel Aviv   | 4e        | 60,63 m |
|      | Europacup            | Praag      | 2e        | 58,38 m |
|      | EK                   | Göteborg   | 6e        | 61,72 m |
|      | Wereldatletiekfinale | Stuttgart  | 4e        | 60,91 m |
| 2008 | OS                   | Peking     | 6e        | 60,82 m |

1928: Halina Konopacka ·
1932: Lillian Copeland ·
1936: Gisela Mauermayer ·
1948: Micheline Ostermeyer ·
1952: Nina Romasjkova ·
1956: Olga Fikotová ·
1960: Nina Romasjkova ·
1964: Tamara Press ·
1968: Lia Manoliu ·
1972: Faina Melnik ·
1976: Evelin Schlaak ·
1980: Evelin Jahl ·
1984: Ria Stalman ·
1988: Martina Hellmann ·
1992: Maritza Martén ·
1996: Ilke Wyludda ·
2000: Ellina Zvereva ·
2004: Natalja Sadova ·
2008: Stephanie Brown-Trafton ·
2012: Sandra Perković ·
2016: Sandra Perković ·
2020: Valarie Allman ·
2024: Valarie Allman
1983 Martina Hellmann ·
1987 Martina Hellmann ·
1991 Tsvetanka Khristova ·
1993 Olga Tsjernjavskaja ·
1995 Ellina Zvereva ·
1997 Beatrice Faumuina ·
1999 Franka Dietzsch ·
2001 Ellina Zvereva ·
2003 Iryna Jatsjanka ·
2005 Franka Dietzsch ·
2007 Franka Dietzsch ·
2009 Dani Samuels ·
2011 Li Yanfeng ·
2013 Sandra Perković ·
2015 Denia Caballero ·
2017 Sandra Perković ·
2019 Yaimé Pérez ·
2022 Feng Bin ·
2023 Laulauga Tausaga